# Лемешко, Людмила Олеговна
Людмила Олеговна Лемешко (укр. Людмила Олегівна Лемешко; 12 ноября 1979) — украинская футболистка, защитник. Выступала в сборной Украины.

## Клубная карьера
Дебют в чемпионате Украины состоялся в 1993 году в составе черниговской «Легенды». В составе команды участвовала в играх Кубке УЕФА. Газетой «Чексил» Лемешко была признана лучшей футболисткой клуба в 1996 году. Вместе с «Легендой» футболистка трижды выигрывала украинский чемпионат и шесть раз становилась его серебряным призёром, дважды становилась победителем Кубка Украины и четырежды его финалисткой. В связи с финансовыми проблемами в клубе в 2002 году Лемешко вместе с другими игроками временно выступала за азербайджанский «Гёмрюкчю». Во втором по счёту розыгрыше Кубка УЕФА сезона 2002/03 «Гёмрюкчю» преодолела квалификационный раунд, а в своей группе заняла предпоследнее третье место. Лемешко вошла в список лучших бомбардиров турнира с 5 забитыми голами.
С 2005 года по 2008 года украинка выступала за российский клуб «Рязань-ВДВ». Сезон 2009 года Лемешко провела в московском ШВСМ Измайлово, в составе которого заняла четвёртое место в чемпионате России. В начале 2010 года она вернулась в «Легенду». Лемешко стала капитаном команды, которая стала чемпионом Украины и финалистом Кубка страны. В этом же году она была номинирована на звание лучшей футболистки Украины. В 2011 году завершила карьеру игрока в стане российского клуба «Зоркий».

## Карьера в сборной
Выступала за сборную Украины до 19 лет. Дебют состоялся 23 сентября 1997 года в матче против Швеции (0:8). Всего за сборную до 19 лет провела 2 игры и забила 1 мяч. Выступала за сборную Украины. В 2009 году главный тренер сборной Анатолий Куцев вызвал Лемешко на чемпионат Европы в Финляндии. В 2011 году провела свой последний матч за сборную.

## Достижения

### Командные
«Легенда»
- Чемпион Украины (4): 2000, 2001, 2002, 2010
- Серебряный призёр чемпионата Украины (5): 1997, 1998, 1999, 2003, 2004
- Обладатель Кубка Украины (2): 2001, 2002
- Финалист Кубка Украины (5): 1998, 1999, 2003, 2004, 2010

### Личные
- Лучшая футболистка «Легенды» (1): 1996